# East Conemaugh
East Conemaugh è una borough degli Stati Uniti d'America, nella contea di Cambria nello Stato della Pennsylvania. Secondo il censimento del 2000 la popolazione è di 1.291 abitanti.

## Società

### Evoluzione demografica
La composizione etnica vede una maggioranza di quella bianca ( 95,97%), seguita dagli afroamericani (3,33%) dati del 2000.
| borough di East Conemaugh Popolazione |       |
| 2000                                  | 1.291 |
| Previsione al 2009                    | 1.156 |